# Rödhalsad lavspinnare
Rödhalsad lavspinnare (Atolmis rubricollis) är en fjärilsart som beskrevs av Carl von Linné 1758. Rödhalsad lavspinnare ingår i släktet Atolmis och familjen björnspinnare. Arten är reproducerande i Sverige. Inga underarter finns listade.

## Bildgalleri

♂
♂ △

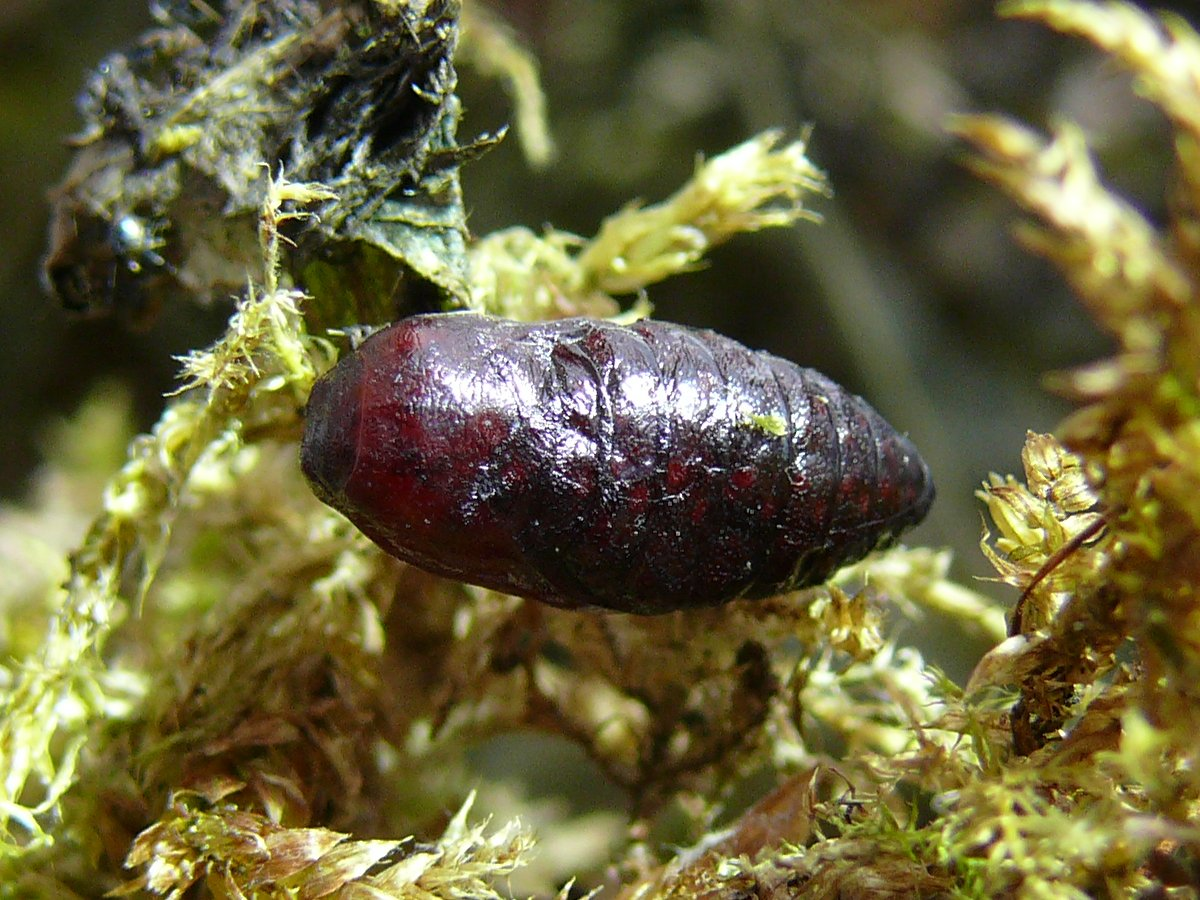
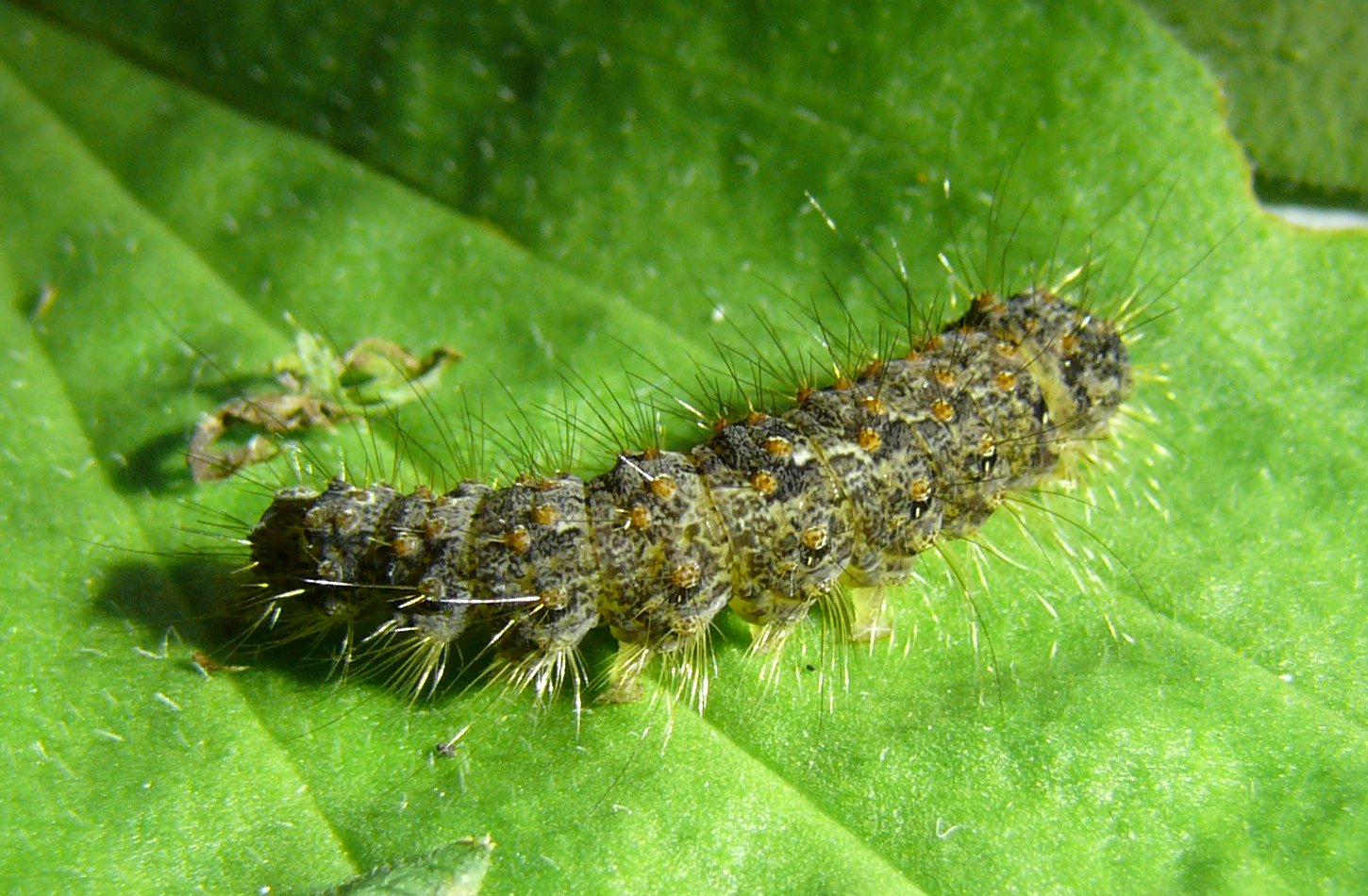
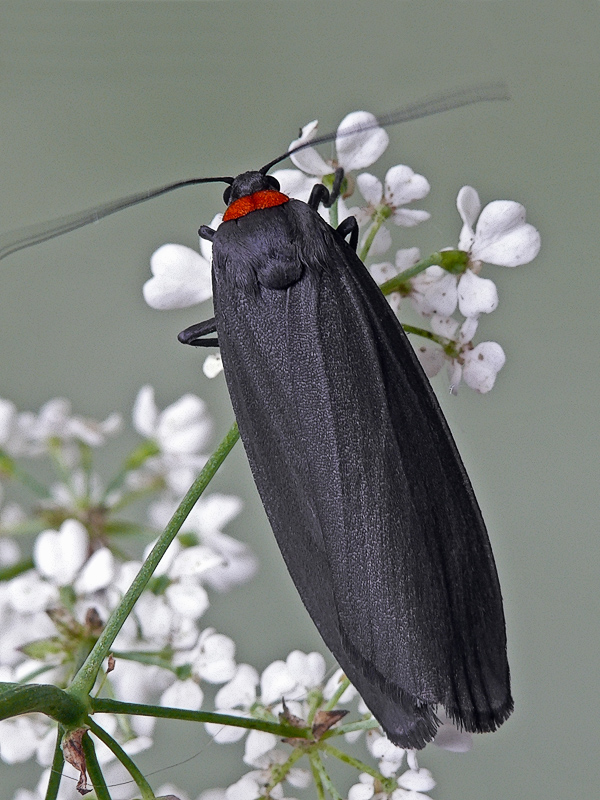
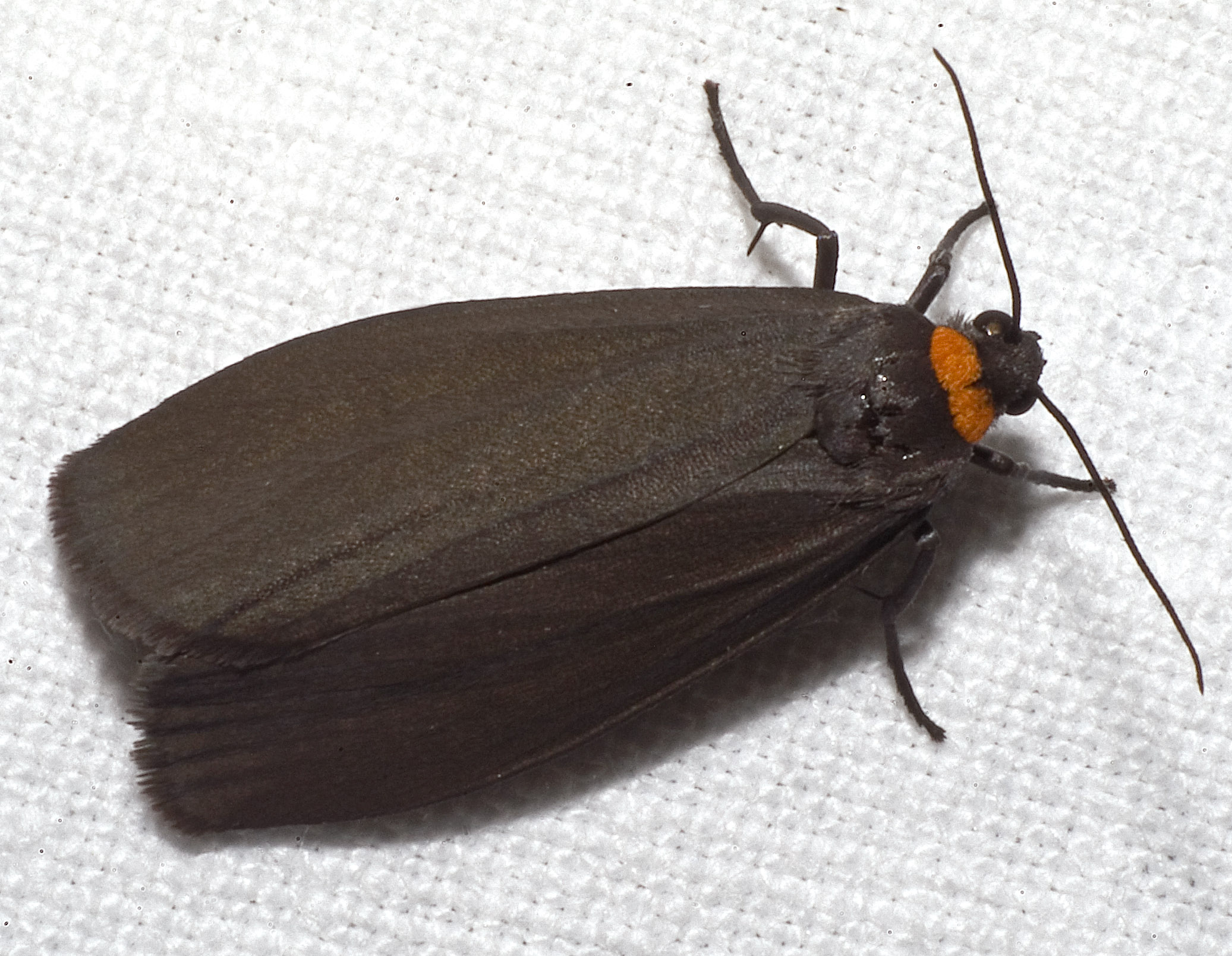
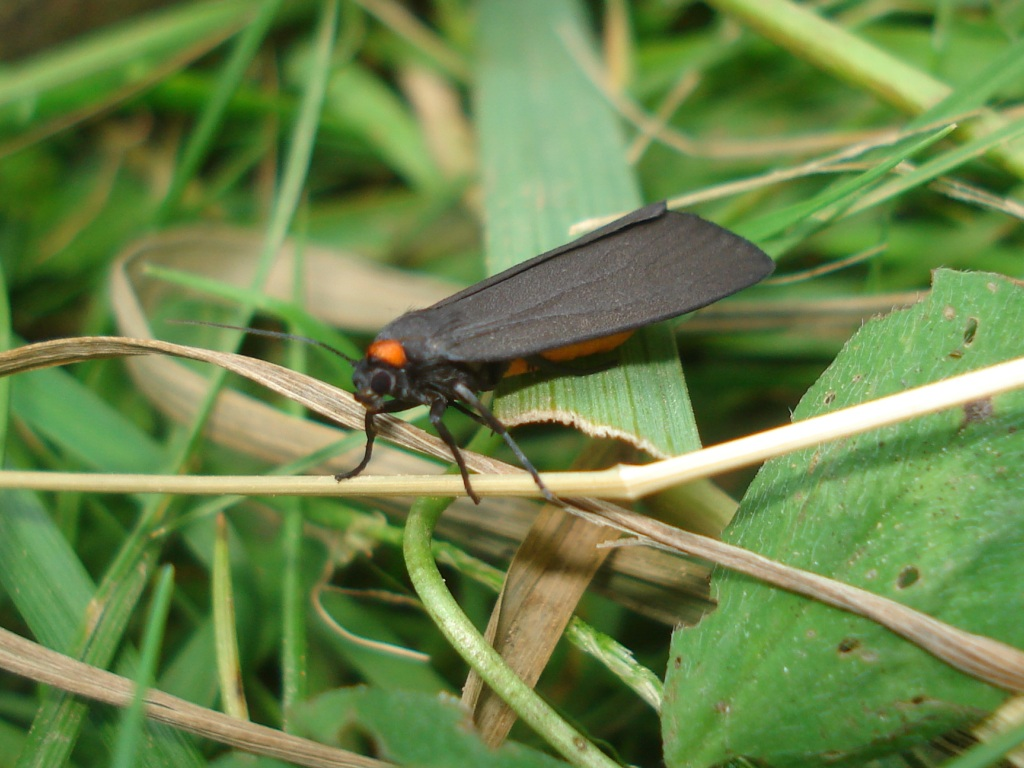